# برينت بوغز
برينت بوغز هو سياسي أمريكي، ولد في 18 ديسمبر 1955 في فيرمونت في الولايات المتحدة. نشط حزبياً في الحزب الديمقراطي.